# 中村邦子
中村 邦子（なかむら くにこ、1936年（昭和11年）1月21日 - 1996年（平成8年）9月1日）は、日本の声楽家（ソプラノ）、音楽教育者。旧姓：大庭。

## 経歴
東京出身。青山学院中等部・高等部を経て、1959年（昭和34年）に東京芸術大学音楽学部声楽科を卒業。畑中良輔、畑中更予、伊藤京子、リリー・コラーに師事。
在学中の1958年（昭和33年）にデビュー。以後、二期会、東京室内歌劇場を中心に多数のオペラに出演しており、昭和音楽大学オペラ情報センターだけでも58回の出演歴が記録されている（大庭邦子3回、中村邦子55回）。
歌曲や宗教曲等でも活躍。特に日本歌曲においてリサイタル等で活躍し、多くの録音も残している。また、ヴォルフガング・サヴァリッシュ来日の際のシューマン『ゲーテのファウストからの情景』（日本初演）でNHK交響楽団と共演するなど、コンサートでも活躍した。
1989年（平成元年）ユーロパリア89ジャパン（ベルギー）に招待される。武蔵野音楽大学講師を経て、助教授を務めた。門下生には、山口香緒里、佐伯洋子、志村紀美江、石原理恵、山﨑葉子、幸田直代、山村留美、町田由美子、金子道子、北嶋ちひろなどがいる。
元二期会会員、元東京室内歌劇場会員
1996年（平成8年）9月1日肺がんのため逝去。60歳没。

## 受賞歴
- 1978年度（昭和53年度）第6回ウィンナーワルド・オペラ賞（のちのジロー・オペラ賞）[17]
- 1981年度（昭和56年度）第36回文化庁芸術祭（音楽部門）優秀賞「中村邦子日本歌曲リサイタル」の成果に対し[18]
- 1987年度（昭和62年度）第15回ジロー・オペラ賞[17]
- 1990年度（平成2年度）文化庁芸術祭賞（音楽部門）「團伊玖磨の歌曲によるリサイタル」の成果[1]

## 家族
- 夫も声楽家（テノール）の中村健[1]
- 息子はサクソフォーン奏者の中村健佐[1]

## 主なディスコグラフィー
オムニバスCDの一部は、中村邦子歌唱の曲のみをMP3ダウンロードで入手できるものもある。
- 中村邦子－日本の抒情を歌う 中村邦子/塚田佳男 1990/5/21 ビクターエンタテインメント
- 日本の名歌 ベストコレクション CD5枚組 オムニバス 2003/3/21 ビクターエンタテインメント
- 山田耕筰没後50年特別企画 山田耕筰 歌曲集 オムニバス 2015/10/21 ビクターエンタテインメント
- 瀧廉太郎作品集 オムニバス 1993/5/21 ビクターエンタテインメント
- 童謡誕生ストーリー第1話 －童謡誕生の瞬間－ オムニバス 2017/12/19 ビクターエンタテインメント
- 中田喜直歌曲集 オムニバス 1995/8/23 ビクターエンタテインメント
- 日本の声楽・コンポーザーシリーズ 7 瀧廉太郎 1997/11/27 ビクターエンタテインメント
- にほんのうた 心のうた 日本の歌曲ベスト オムニバス 1988/3/2 ビクターエンタテインメント
- にほんのうた 心のうた 思い出の歌ベスト オムニバス 2017/10/17 ビクターエンタテインメント
- 世界の子守歌 オムニバス 2005/3/24 ビクターエンタテインメント
- 山田耕筰 歌曲集 オムニバス 1994/12/16 ビクターエンタテインメント
- ベスト・オブ・ベスト/日本の名歌 オムニバス 2006/9/21 ビクターエンタテインメント
- Classis Seasons －Summer オムニバス 2013/6/5 ビクターエンタテインメント
- 赤とんぼ 山田耕作作品集 オムニバス 2005/12/16 ビクターエンタテインメント
- 60代－70代－80代の方々へ オムニバス 1996/6/21 ビクターエンタテインメント
- 歌いつがれる童謡・愛唱歌ベスト オムニバス 1993/4/21 ビクターエンタテインメント
- [NEW BEST ONE]浜辺の歌◎日本のうた 名曲選 限定版 オムニバス 2004/5/21 ビクターエンタテインメント